# Cmentarz rzymskokatolicki w Dąbrówce
Cmentarz rzymskokatolicki w Dąbrówce – zabytkowy cmentarz założony w połowie XIX wieku, znajdujący się w gminie Ulanów, powiat niżański, usytuowany jest we wschodniej części miejscowości, obok kościoła parafialnego.
Cmentarz miał kształt wydłużonego prostokąta, ogrodzony jest parkanem z dwoma wejściami, jednym w pobliżu narożnika południowo-wschodniego, a drugim poprzez zabytkowy cmentarz przykościelny. Na cmentarzu zachowało się kilkadziesiąt kamiennych nagrobków i żeliwnych krzyży z przełomu XIX i XX w.